# Lois Pérez Castrillo
Lois Pérez Castrillo es un político español nacido en 1961 en Vigo, Galicia. Fue el primer alcalde del Bloque Nacionalista Gallego de la ciudad olívica.

## Biografía
Estudió en el Colegio Alba de Vigo y Magisterio en el Seminario de Vigo. Se afilió al Bloque Nacionalista Galego (BNG) en 1986 como parte de la UPG. Concejal de Participación Ciudadana (1991-1995), donde se elaboró el Reglamento de Participación Ciudadana de Vigo cuando el BNG participó en coalición con Carlos Alberto González Príncipe (PSOE) como alcalde, cuando el BNG obtuvo 1 concejal, 2 Partido Socialista Galego-Esquerda Galega y 11 el PSOE. 
En 1999 el BNG obtuvo ocho concejales (por 7 del PSOE y 11 del PP) y Pérez Castrillo gobernó hasta 2003 en coalición con el PSOE. En su cargo de alcalde se casa con la abogada viguesa Guadalupe Vidal.
En 2003 el BNG bajó de ocho a 7 concejales y perdió la alcaldía aunque Pérez Castrillo siguió como portavoz del BNG en el Ayuntamiento de Vigo. En 2005, dejó este cargo y abandonó la política municipal pasando a formar parte del gobierno de la Xunta de Galicia.
| Predecesor: Manuel Pérez | Alcalde de Vigo 1999-2003 | Sucesor: Ventura Pérez Mariño |

- Datos: Q9023532